# المرزوقية (حرض)

تعديل مصدري - تعديل

المرزوقية هي إحدى قرى عزلة بني الحداد بمديرية حرض التابعة لمحافظة حجة، بلغ تعداد سكانها 600 نسمة حسب تعداد اليمن لعام 2004.